# غراتشانيكا
غراتشانيكا (بالألبانية: Graçanicë)‏، هي مدينة تقع في منطقة بريشتينا وسط كوسوفو. يبلغ عدد سكان المدينة بـ 10,675 نسمة حسب تعداد عام 2011.
بعد اتفاقية بروكسل لعام 2013، أصبحت بلدية المدينة جزءًا من مجتمع بلديات الصرب.

## التركيبة السكانية
يبلغ عدد سكان بلدية غراتشانيكا 10675 نسمة، حسب نتائج تعداد 2011. استنادًا إلى تقديرات وكالة كوسوفو للإحصاءات في عام 2016، فإن عدد سكان البلدية هو 113131 نسمة. مُعظم السكان هم لاجئون صرب طُردوا من بريشتينا.

### المجموعات العرقية
التكوين العرقي لبلدية غراتشانيكا هو كالتالي :
| المجموعة العرقية | تعداد 2011 |
| ---------------- | ---------- |
| الصرب            | 7209       |
| الألبان          | 2,474      |
| الغجر            | 745        |
| أشكالي           | 104        |
| عرقيات أخرى      | 247        |
| مجموع            | 10675      |

## الجغرافيا
تقع المدينة في الوادي الواسع لنهر غراتشانكا، بجانب النهر، عند مخرج الخانق بين تلة فيليتينا (874 متر) وتلة منحدرة تُدعى غلاسنوفيك في الجنوب، وتلة ستيفيفاس (794 متر) في الشمال الشرقي.

## روابط خارجية
- بلدية غراتشانيكا باللغة الصربية
- بلدية غراتشانيتشا (جمهورية كوسوفو)